# Lasioglossum macilentum
Lasioglossum macilentum är en biart som först beskrevs av Raymond Benoist 1944.  Lasioglossum macilentum ingår i släktet smalbin, och familjen vägbin. Inga underarter finns listade i Catalogue of Life.